# Cerro Verde
Cerro Verde is een stratovulkaan in het departement Santa Ana in El Salvador. De berg is ongeveer 2030 meter hoog en is door nevelwoud begroeid.
De vulkaan behoort tot de bergketen Cordillera de Apaneca. Een kilometer naar het zuidwesten ligt de vulkaan Izalco, twee kilometer naar het noordwesten de Santa Ana-vulkaan, ten noordoosten ligt het kratermeer Coatepeque en op vier kilometer naar het zuidoosten de vulkaan San Marcelino. 